# New Hampshires guvernör
New Hampshires guvernör (engelska: Governor of the State of New Hampshire) är det högsta offentliga ämbetet och den främste utövaren av verkställande makt i den amerikanska delstaten New Hampshires delstatsstyre (engelska: Government of New Hampshire). Ämbetet är folkvalt av delstatens invånare och mandatperioden är på två år, det finns ingen begränsning i antalet gånger en sittande guvernör kan återväljas.
Guvernörens funktion och roll i delstatsstyret motsvarar i grova drag rollen som USA:s president har i USA:s federala statsmakt. 
Chris Sununu från det Republikanska partiet är New Hampshires guvernör sedan 5 januari 2017 och har återvalts 4 gånger i rad.

## Funktion och roll
Ämbetet som New Hampshires guvernör är fastställt i delstatens konstitution. Delstatskonstitutionen beslutades 1783, trädde i kraft 1784 och har ändrats många gånger, senast 2019.
Valbar till guvernör är den som fyllt 30 år och som varit bosatt i delstaten i sju år vid valtillfället. Mandatperioden är på två år, utan någon begränsning antalet gånger en sittande guvernör kan återväljas.
En viktig skillnad, jämfört med USA:s president och andra guvernörsämbeten i USA, är förekomsten i New Hampshire av det verkställandet rådet (engelska: Executive Council of the State of New Hampshire) som består av 5 stycken direktvalda ledamöter, på två åriga mandat, som tillsammans måste godkänna (kontrasignera) de flesta beslut som guvernören tar för att dessa ska träda i kraft. Någon motsvarande kontrollfunktion finns inte någon annanstans i USA. Bland de beslut av guvernören som måste godkännas av verkställande rådet är: tilldelningsbeslut av kontrakt med värde överstigande 10 000 amerikanska dollar, utnämningar av fredsdomare, tillsättningar av ledamöter i olika nämnder och styrelser samt förordnande av ämbetsmän liksom beviljande av nåd för personer dömda i delstatens domstolar.
Med verkställande rådets godkännande kan guvernören prorogera pågående session i New Hampshires lagstiftande församling (engelska: New Hampshire General Court) med högst 90 dagar.
Guvernörens rätt att lägga in veto mot lagförslag från den lagstiftande församlingen samt befälet över delstatens nationalgarde (i delstatlig tjänstgöring) omfattas dock inte av det verkställande rådets godkännande.
Det finns ingen viceguvernör i New Hampshire, vid vakans i guvernörsämbetet övertar senatens president rollen som tillförordnad guvernör.

## Historik

### Säkerhetskommitténs ordförande 1776–1784
Staten New Hampshire hade ingen guvernör efter självständigheten 1776. Säkerhetskommittén (Committee of Safety) innehade som kollektiv den högsta makten och dess ordförande var mellan 1776 och 1784 Meshech Weare. Titeln president var i bruk från 1784 till 1792.
| Nummer | Porträtt | Namn          | Parti | Tillträdde | Avgick | Not |
| ------ | -------- | ------------- | ----- | ---------- | ------ | --- |
| 1.     |          | Meshech Weare | inget | 1776       | 1784   |     |

### Presidenter 1784-1792

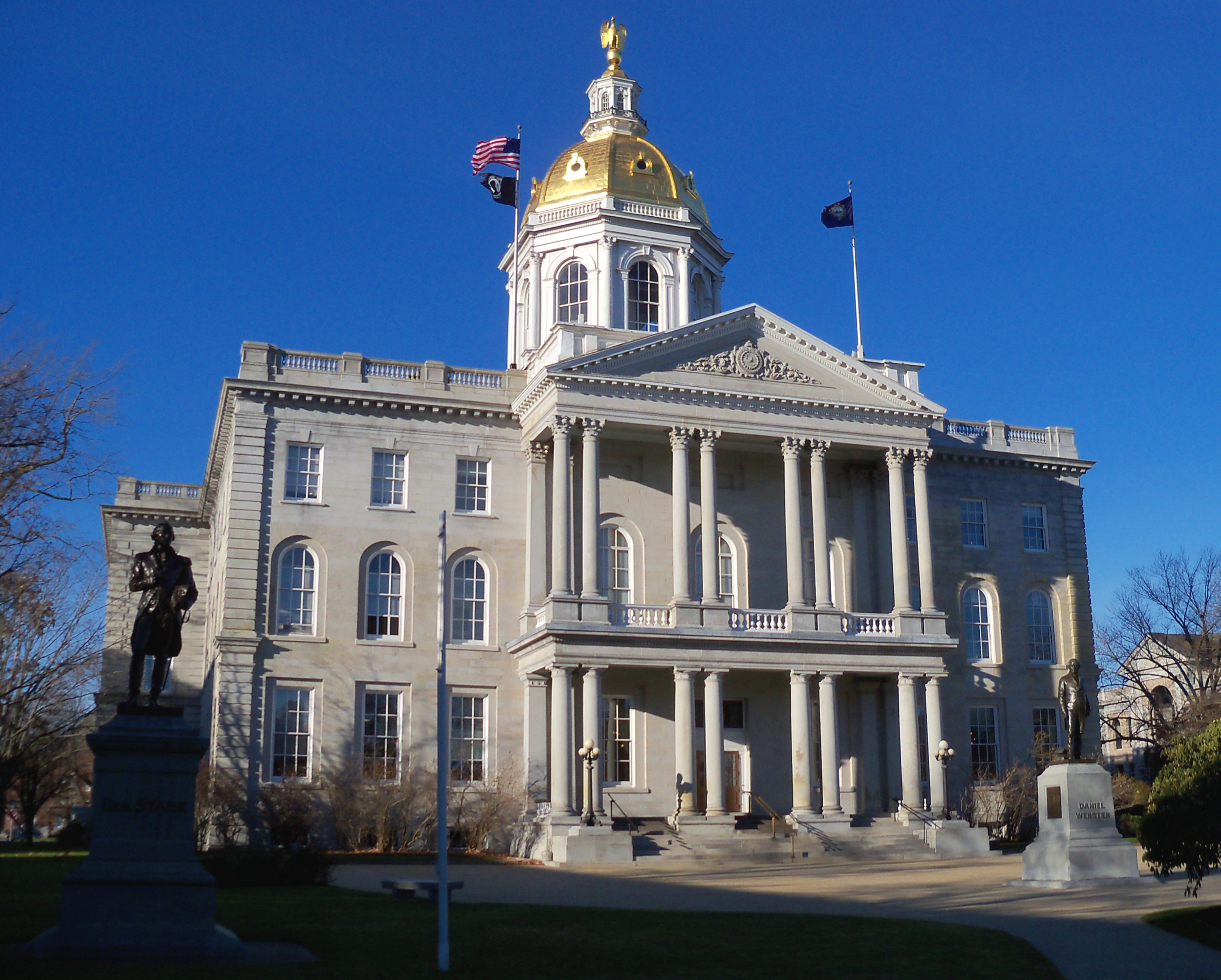
New Hampshire State House, säte för både guvernören och den lagstiftande församlingen med två kammare: senaten med 24 ledamöter och representanthuset med 400 ledamöter.

De fyra första högsta ämbetsinnehavarna, även Weare efter 1784, var staten New Hampshires presidenter, medan New Hampshire blev delstat i egentlig mening under den tredje presidentens mandatperiod.
New Hampshire var den nionde delstaten som ratificerade USA:s konstitution år 1788.
| Nummer | Porträtt | Namn            | Parti               | Tillträdde | Avgick | Not |
| ------ | -------- | --------------- | ------------------- | ---------- | ------ | --- |
| 1.     |          | Meshech Weare   | inget               | 1784       | 1785   |     |
| 2.     |          | John Langdon    | inget               | 1785       | 1786   |     |
| 3.     |          | John Sullivan   | Federalist          | 1786       | 1788   |     |
| 2.     |          | John Langdon    | Demokrat-republikan | 1788       | 1789   |     |
| 3.     |          | John Sullivan   | Federalist          | 1789       | 1790   |     |
| 4.     |          | Josiah Bartlett | Demokrat-republikan | 1790       | 1792   |     |

### Guvernörer från 1792

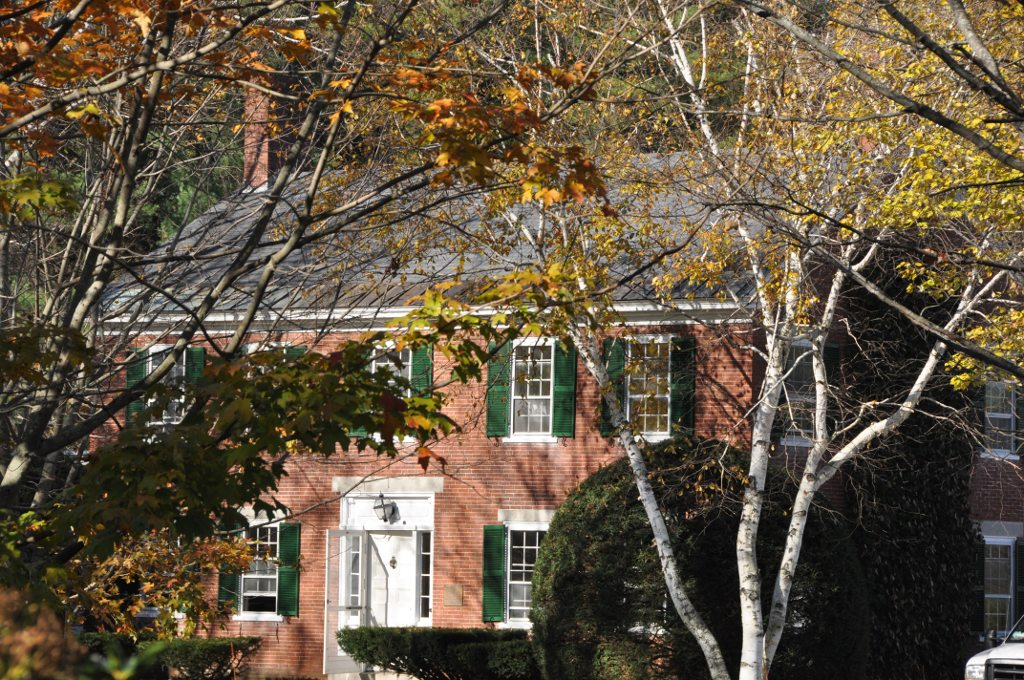
Guvernörsresidenset Bridges House i Concord.

Den fjärde presidenten, Josiah Bartlett, tillträdde år 1792 det nya guvernörsämbetet men brukar räknas en gång som nummer 4 trots att han innehade två olika ämbeten under sin tid som innehavare av New Hampshires högsta verkställande ämbete. Även John Langdon innehade bådadera ämbeten, dessutom i olika omgångar.
| Nummer | Porträtt | Namn                 | Parti               | Tillträdde | Avgick   | Not    |
| ------ | -------- | -------------------- | ------------------- | ---------- | -------- | ------ |
| 4.     |          | Josiah Bartlett      | Demokrat-republikan | 1792       | 1794     | [ 10 ] |
| 5.     |          | John Taylor Gilman   | Federalist          | 1794       | 1805     | [ 10 ] |
| 2.     |          | John Langdon         | Demokrat-republikan | 1805       | 1809     | [ 10 ] |
| 6.     |          | Jeremiah Smith       | Federalist          | 1809       | 1810     | [ 10 ] |
| 2.     |          | John Langdon         | Demokrat-republikan | 1810       | 1812     | [ 10 ] |
| 7.     |          | William Plumer       | Demokrat-republikan | 1812       | 1813     | [ 10 ] |
| 5.     |          | John Taylor Gilman   | Federalist          | 1813       | 1816     | [ 10 ] |
| 7.     |          | William Plumer       | Demokrat-republikan | 1816       | 1819     | [ 10 ] |
| 8.     |          | Samuel Bell          | Demokrat-republikan | 1819       | 1823     | [ 10 ] |
| 9.     |          | Levi Woodbury        | Demokrat-republikan | 1823       | 1824     | [ 10 ] |
| 10.    |          | David L. Morril      | Demokrat-republikan | 1824       | 1827     | [ 10 ] |
| 11.    |          | Benjamin Pierce      | Demokrat-republikan | 1827       | 1828     | [ 10 ] |
| 12.    |          | John Bell            | Nationalrepublikan  | 1828       | 1829     | [ 10 ] |
| 11.    |          | Benjamin Pierce      | Demokrat            | 1829       | 1830     | [ 10 ] |
| 13.    |          | Matthew Harvey       | Demokrat            | 1830       | 1831     | [ 10 ] |
| tf.    |          | Joseph M. Harper     | Demokrat            | 1831       | 1831     | [ 10 ] |
| 14.    |          | Samuel Dinsmoor      | Demokrat            | 1831       | 1834     | [ 10 ] |
| 15.    |          | William Badger       | Demokrat            | 1834       | 1836     | [ 10 ] |
| 16.    |          | Isaac Hill           | Demokrat            | 1836       | 1839     | [ 10 ] |
| 17.    |          | John Page            | Demokrat            | 1839       | 1842     | [ 10 ] |
| 18.    |          | Henry Hubbard        | Demokrat            | 1842       | 1844     | [ 10 ] |
| 19.    |          | John Hardy Steele    | Demokrat            | 1844       | 1846     | [ 10 ] |
| 20.    |          | Anthony Colby        | Whig                | 1846       | 1847     | [ 10 ] |
| 21.    |          | Jared W. Williams    | Demokrat            | 1847       | 1849     | [ 10 ] |
| 22.    |          | Samuel Dinsmoor Jr.  | Demokrat            | 1849       | 1852     | [ 10 ] |
| 23.    |          | Noah Martin          | Demokrat            | 1852       | 1854     | [ 10 ] |
| 24.    |          | Nathaniel B. Baker   | Demokrat            | 1854       | 1855     | [ 10 ] |
| 25.    |          | Ralph Metcalf        | Knownothings        | 1855       | 1857     | [ 10 ] |
| 26.    |          | William Haile        | Republikan          | 1857       | 1859     | [ 10 ] |
| 27.    |          | Ichabod Goodwin      | Republikan          | 1859       | 1861     | [ 10 ] |
| 28.    |          | Nathaniel S. Berry   | Republikan          | 1861       | 1863     | [ 10 ] |
| 29.    |          | Joseph A. Gilmore    | Republikan          | 1863       | 1865     | [ 10 ] |
| 30.    |          | Frederick Smyth      | Republikan          | 1865       | 1867     | [ 10 ] |
| 31.    |          | Walter Harriman      | Republikan          | 1867       | 1869     | [ 10 ] |
| 32.    |          | Onslow Stearns       | Republikan          | 1869       | 1871     | [ 10 ] |
| 33.    |          | James A. Weston      | Demokrat            | 1871       | 1872     | [ 10 ] |
| 34.    |          | Ezekiel A. Straw     | Republikan          | 1872       | 1874     | [ 10 ] |
| 33.    |          | James A. Weston      | Demokrat            | 1874       | 1875     | [ 10 ] |
| 35.    |          | Person Colby Cheney  | Republikan          | 1875       | 1877     | [ 10 ] |
| 36.    |          | Benjamin F. Prescott | Republikan          | 1877       | 1879     | [ 10 ] |
| 37.    |          | Nathaniel Head       | Republikan          | 1879       | 1881     | [ 10 ] |
| 38.    |          | Charles Henry Bell   | Republikan          | 1881       | 1883     | [ 10 ] |
| 39.    |          | Samuel W. Hale       | Republikan          | 1883       | 1885     | [ 10 ] |
| 40.    |          | Moody Currier        | Republikan          | 1885       | 1887     | [ 10 ] |
| 41.    |          | Charles H. Sawyer    | Republikan          | 1887       | 1889     | [ 10 ] |
| 42.    |          | David H. Goodell     | Republikan          | 1889       | 1891     | [ 10 ] |
| 43.    |          | Hiram A. Tuttle      | Republikan          | 1891       | 1893     | [ 10 ] |
| 44.    |          | John Butler Smith    | Republikan          | 1893       | 1895     | [ 10 ] |
| 45.    |          | Charles A. Busiel    | Republikan          | 1895       | 1897     | [ 10 ] |
| 46.    |          | George A. Ramsdell   | Republikan          | 1897       | 1899     | [ 10 ] |
| 47.    |          | Frank W. Rollins     | Republikan          | 1899       | 1901     | [ 10 ] |
| 48.    |          | Chester B. Jordan    | Republikan          | 1901       | 1903     | [ 10 ] |
| 49.    |          | Nahum J. Bachelder   | Republikan          | 1903       | 1905     | [ 10 ] |
| 50.    |          | John McLane          | Republikan          | 1905       | 1907     | [ 10 ] |
| 51.    |          | Charles M. Floyd     | Republikan          | 1907       | 1909     | [ 10 ] |
| 52.    |          | Henry B. Quinby      | Republikan          | 1909       | 1911     | [ 10 ] |
| 53.    |          | Robert P. Bass       | Republikan          | 1911       | 1913     | [ 10 ] |
| 54.    |          | Samuel D. Felker     | Demokrat            | 1913       | 1915     | [ 10 ] |
| 55.    |          | Rolland H. Spaulding | Republikan          | 1915       | 1917     | [ 10 ] |
| 56.    |          | Henry W. Keyes       | Republikan          | 1917       | 1919     | [ 10 ] |
| 57.    |          | John H. Bartlett     | Republikan          | 1919       | 1921     | [ 10 ] |
| 58.    |          | Albert O. Brown      | Republikan          | 1921       | 1923     | [ 10 ] |
| 59.    |          | Fred H. Brown        | Demokrat            | 1923       | 1925     | [ 10 ] |
| 60.    |          | John Gilbert Winant  | Republikan          | 1925       | 1927     | [ 10 ] |
| 61.    |          | Huntley Spaulding    | Republikan          | 1927       | 1929     | [ 10 ] |
| 62.    |          | Charles W. Tobey     | Republikan          | 1929       | 1931     | [ 10 ] |
| 60.    |          | John Gilbert Winant  | Republikan          | 1931       | 1935     | [ 10 ] |
| 63.    |          | Styles Bridges       | Republikan          | 1935       | 1937     | [ 10 ] |
| 64.    |          | Francis P. Murphy    | Republikan          | 1937       | 1941     | [ 10 ] |
| 65.    |          | Robert O. Blood      | Republikan          | 1941       | 1945     | [ 10 ] |
| 66.    |          | Charles M. Dale      | Republikan          | 1945       | 1949     | [ 10 ] |
| 67.    |          | Sherman Adams        | Republikan          | 1949       | 1953     | [ 10 ] |
| 68.    |          | Hugh Gregg           | Republikan          | 1953       | 1955     | [ 10 ] |
| 69.    |          | Lane Dwinell         | Republikan          | 1955       | 1959     | [ 10 ] |
| 70.    |          | Wesley Powell        | Republikan          | 1959       | 1963     | [ 10 ] |
| 71.    |          | John W. King         | Demokrat            | 1963       | 1969     | [ 10 ] |
| 72.    |          | Walter R. Peterson   | Republikan          | 1969       | 1973     | [ 10 ] |
| 73.    |          | Meldrim Thomson      | Republikan          | 1973       | 1979     | [ 10 ] |
| 74.    |          | Hugh Gallen          | Demokrat            | 1979       | 1982     | [ 10 ] |
| tf.    |          | Vesta M. Roy         | Republikan          | 1982       | 1983     | [ 10 ] |
| 75.    |          | John H. Sununu       | Republikan          | 1983       | 1989     | [ 10 ] |
| 76.    |          | Judd Gregg           | Republikan          | 1989       | 1993     | [ 10 ] |
| 77.    |          | Steve Merrill        | Republikan          | 1993       | 1997     | [ 10 ] |
| 78.    |          | Jeanne Shaheen       | Demokrat            | 1997       | 2003     | [ 10 ] |
| 79.    |          | Craig Benson         | Republikan          | 2003       | 2005     | [ 10 ] |
| 80.    |          | John Lynch           | Demokrat            | 2005       | 2013     | [ 10 ] |
| 81.    |          | Maggie Hassan        | Demokrat            | 2013       | 2017     | [ 10 ] |
| 82.    |          | Chris Sununu         | Republikan          | 2017       | sittande | [ 10 ] |